# Xserve

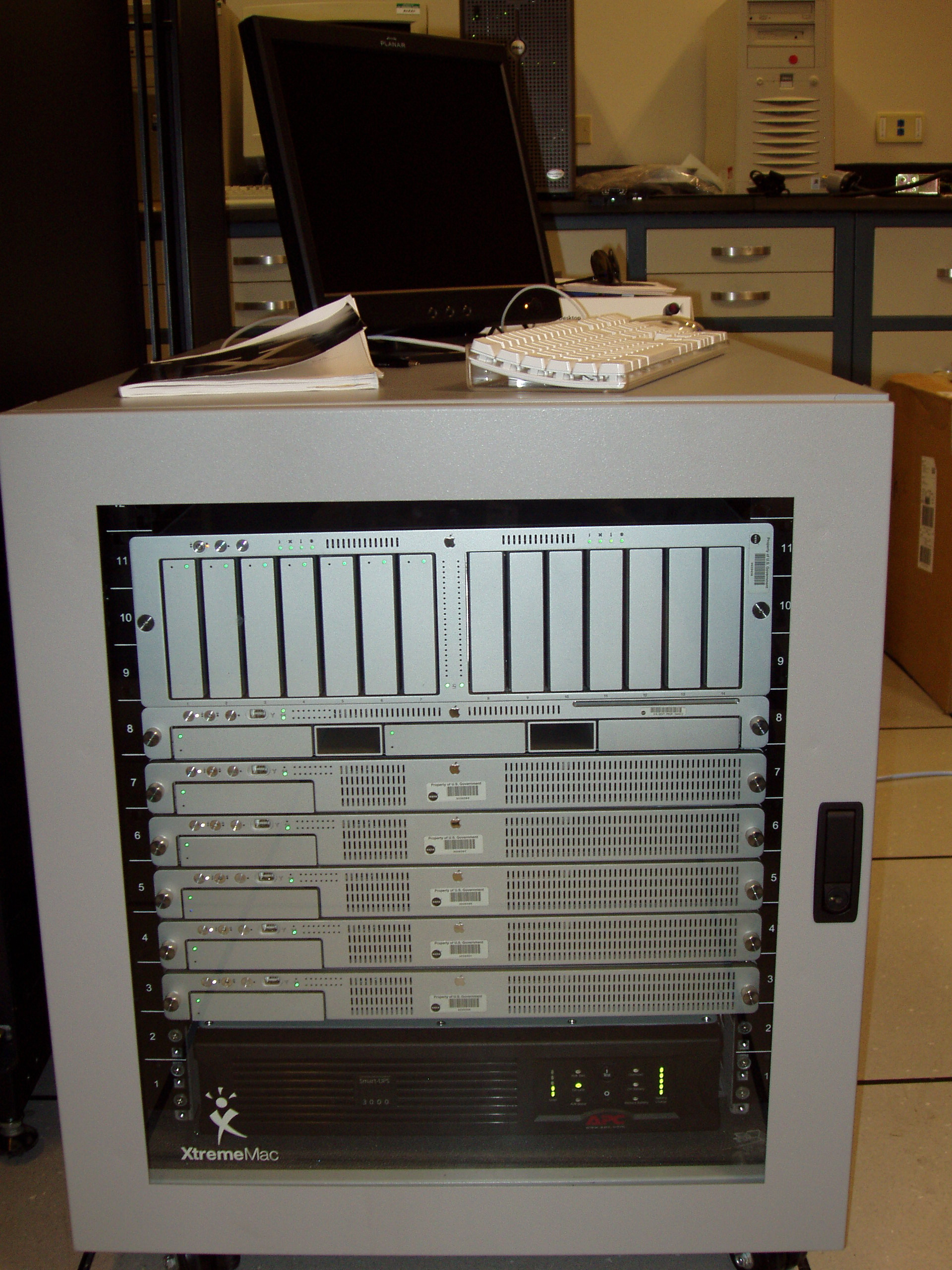
Xserve RAID.

El Xserve, actualmente descontinuado, fue el nombre de la línea de servidores en rack diseñados por la compañía Apple. Cuando el Xserve fue introducido en 2002, era el primer servidor con diseño de Apple desde la Apple Network Server de 1996. Inicialmente se introdujeron servidores con uno o dos procesadores PowerPC G4. En 2004 se introdujo un nuevo diseño que incorporaba el por aquel entonces nuevo PowerPC G5. Posteriormente, a mediados de 2006, se cambió la arquitectura interna, como parte de la transición general de la compañía hacia los procesadores Intel.
El Xserve se podía utilizar para una variedad de aplicaciones, incluyendo servidores de archivos, servidor web, o incluso para la computación de aplicaciones informáticas de alto rendimiento, mediante la agrupación en clústers de servidores dedicados (para lo cual se vendía el Xserve nodo de clúster, el cual se servía sin tarjeta de vídeo y unidades ópticas). El 5 de noviembre de 2010 Apple anunció que el Xserve se suspendería el 31 de enero de 2011 y se reemplazaría con el Mac Pro Server.

## Xserve G4

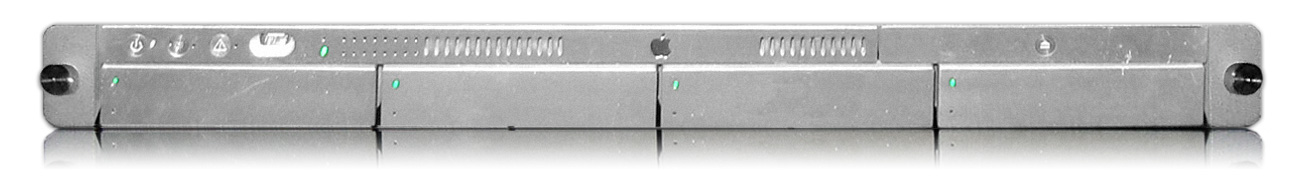
El Xserve G4 original

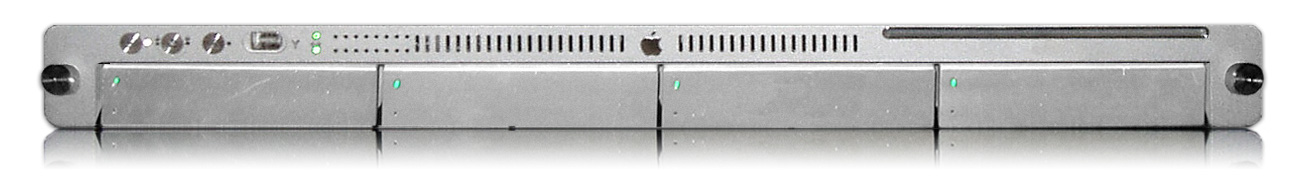
La segunda generación Xserve G4

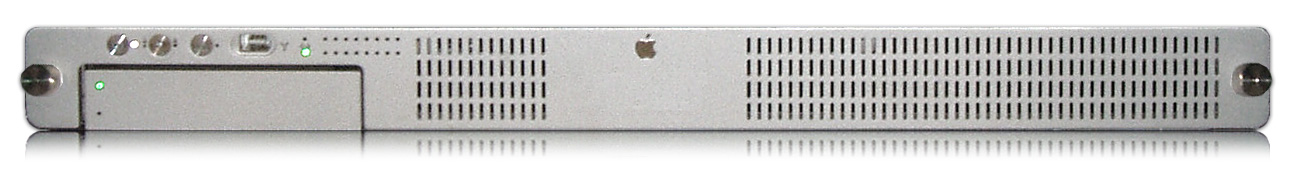
Xserver G4 Cluster Node

Apple presentó el Xserve el 14 de mayo de 2002, pero no estuvo disponible hasta junio. Originalmente, tenía uno o dos procesadores PowerPC G4 a 1,0 GHz y con soporte de hasta 2 GB de memoria PC-2100 en un bus de memoria de 64 bits. Tres puertos FireWire 400 (uno en la parte frontal, dos en la parte posterior), dos puertos USB 1.1 (parte posterior), un puerto RS-232 como interfaz de gestión (parte posterior), y en placa un solo puerto Gigabit Ethernet (en la parte posterior) que proporcionaba la conectividad externa. El Xserver tenía dos ranuras PCI 64-bit/66 MHz y una 32-bit/66 MHz PCI / AGP, en la configuración por defecto las dos ranuras PCI se llenaban con una tarjeta de vídeo ATI Rage y una tarjeta Gigabit Ethernet adicional. También tenía capacidad hasta 4 unidades de disco duro Ultra ATA/100 (60 o 120 GB) en bahías hot-swap que se accedían frontalmente, permitiendo crear por software estructuras RAID-0 y 1. También incluía una unidad CD-ROM de carga por bandeja en la parte delantera.
En un principio, estaban disponibles dos opciones de configuración: un Xserve con procesador único con 256MB de memoria por un precio de $ 2999 y un Xserve de doble procesador con 512 MB de memoria en $ 3999. Ambos se enviaban con un solo disco de 60 GB antes de 24 de agosto. 2002 incluyendo Mac OS X server v10.1 "Puma", después de 24 de agosto de 2002 se incluyó Mac OS X server v10.2 "Jaguar".
El 10 de febrero de 2003 Apple lanzó una línea de Xserve mejorado y ampliado. Las mejoras incluyeron uno o dos procesadores PowerPC G4 a 1,33 GHz con: dos puertos FireWire 800 (en la parte trasera), una memoria más rápida (PC-2700), y mayor capacidad de Ultra ATA/133 unidades de disco duro (80 o 160 GB). Además, la parte frontal fue rediseñado para un CD-ROM de carga por ranura. Un nuevo modelo, el nodo del clúster de Xserve se anunció en el mismo precio que el de un solo procesador Xserve, con dos procesadores de 1,33 GHz, sin unidad óptica, una bahía única unidad de disco duro, sin tarjetas de vídeo o Ethernet, y una versión para 10 clientes de la versión servidor de "Jaguar". El 2 de abril de 2003, se introdujo el Xserve RAID, proporcionando una capacidad mucho más alta y más rendimiento del subsistema de disco para el Xserve.
Fue descatalogado el 6 de enero de 2004.

## Xserve G5

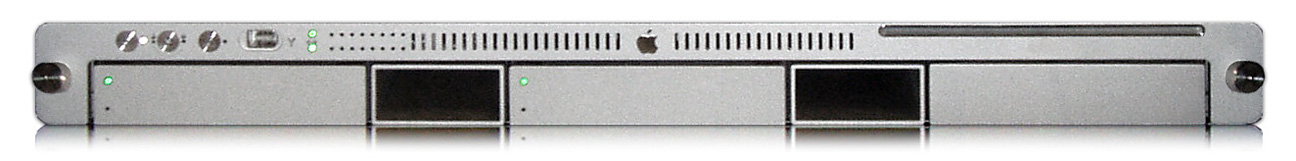
Xserve G5

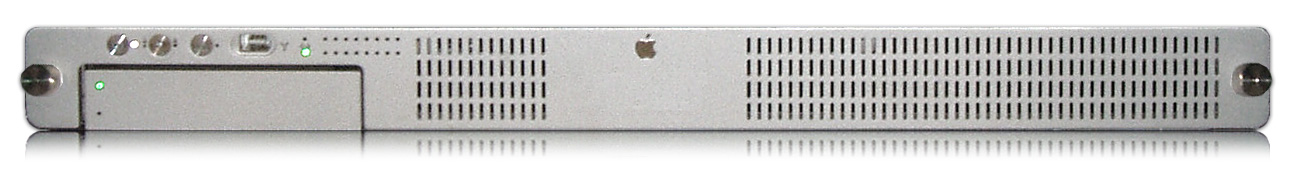
El Xserve G5 Cluster Node

6 de enero de 2004 Apple presentó el Xserve G5, un Xserve rediseñado de alto rendimiento. Los 32 bits del PowerPC G4 fueron sustituidos con uno o dos procesadores PowerPC 970 G5 de 64 bits funcionando a 2 GHz. Este modelo podía albergar hasta 16 GB de Memoria PC-3200 ECC con un bus de 128 bits. Un puerto FireWire 400 (frente), dos puertos FireWire 800 (en la parte trasera), dos puertos USB 2.0 (parte posterior), un puerto RS-232 de gestión (parte posterior), y dos puertos integrados Gigabit Ethernet (en la parte trasera) con TCP offload proporcionando una mayor conectividad. Una ranuras PCI-X de 133MHz/64-bit o 100 MHz/64-bit completaban sus opciones de expansión. Por problemas de ventilación se limitaron a tres bahías para unidades SATA hot-swap (80 GB o 250 GB cada uno), en el espacio original de la cuarta bahía se instalaron las salidas de aire. La frontal heredó las unidades ópticas de su antecesor el Xserver G4 pues tenía una ranura de carga (CD-ROM, DVD-ROM/CD-RW opcional).
En su momento existieron tres opciones de configuración: un solo procesador Xserve G5 con 512 MB de memoria con un precio de $ 2999, un procesador dual Xserve G5 con 1 GB de memoria con un precio de $ 3999, y un modelo de clúster de doble procesador de nodo (con una apariencia sin cambios desde el G4 nodo de clúster) con 512 MB de memoria, sin unidad óptica, una bahía única unidad de disco duro, y una versión para 10 clientes de Mac OS X Server 10.3 "Panther" por un precio de $2999.
La mayor capacidad de memoria y ancho de banda del Xserve G5, así como el rendimiento mayor de punto flotante del PowerPC 970 le hicieron más adecuado para la computación de aplicaciones de alto rendimiento. El System X es un equipo de clúster, construido con Xserve.
El 3 de enero de 2005, Apple aumento la velocidad del Xserve G5 a 2 procesadores PowerPC 270 a 2,3 GHz en las configuraciones de doble procesador. Y se actualizó los discos duros a 400 GB para poder completar una configuración de hasta 1,2 TB de almacenamiento interno. La unidad óptica de carga por ranura fue actualizada a DVD-ROM/CD-RW, de manera estándar y con la opción de DVD-/ + RW opcional.
Poco después, Apple actualizó el Xserve y Xserve RAID para permitir el uso de 500 GB de disco duro.
Antes de abril del 2005 los modelos del Xserve G5 se enviaban con Mac OS X Server v10.3 "Panther", después de abril de 2005 se suministraban con Mac OS X v10.4 Server "Tiger".